# Kürşat Atılgan
Kürşat Atılgan (* 27. August 1956 in Kadirli, Osmaniye) ist ein türkischer Politiker und Parlamentsabgeordneter der MHP.

## Biografie
Kürşat wurde als Sohn von Mehmet Hakkı und Medine in der südtürkischen Stadt Kadirli geboren. 1976 schloss er die Militärakademie der türkischen Luftstreitkräfte mit Auszeichnung ab und begann seinen Dienst bis 1983 in den türkischen Luftstreitkräften als Pilot. 1985 wurde er Stabsoffizier der türkischen Streitkräfte. 1989 schloss er die Militärakademie der französischen Luftstreitkräfte und 1990 die Militärakademie der französischen Streitkräfte ab. 2000 schloss er die Militärakademie der türkischen Streitkräfte ab und errang 2001 den Generalsrang. 2002 schloss er die Nationale Sicherheitsakademie ab. Danach war er Generalstabsoffizier der türkischen Luftstreitkräfte und wurde 2006 pensioniert.
Bei den Parlamentswahlen 2007 wurde er als MHP-Abgeordneter für die Provinz Adana in die Große Nationalversammlung gewählt.
Neben Türkisch beherrscht er fließend Französisch und ausreichend Englisch. Er ist verheiratet und Vater von zwei Kindern.